# Vespadelus finlaysoni
Vespadelus finlaysoni és una espècie de ratpenat de la família dels vespertiliònids. És endèmic d'Austràlia (Austràlia Occidental, el Territori del Nord i Austràlia Meridional). Té una varietat d'hàbitats naturals, que van des dels deserts fins a les zones tropicals humides del nord. És una espècie en risc mínim, és a dir, no sembla que hi hagi cap amenaça significativa per a la seva supervivència. Fou anomenat en honor del químic i naturalista australià Hedley Herbert Finlayson.

## Reproducció
Les femelles es poden reproduir dues vegades l'any i parir una sola cria (tot i que al voltant d'una cinquena part dels naixements són de bessons).